# Італинський Андрій Якович
Італинський Андрій Якович (*1743, Лубенський полк — †27 червня 1827, Рим) — український науковець, доктор медицини, академік, дипломат, дійсний таємний радник, археолог і лінґвіст. Випускник Києво-Могилянської академії.

## Біографія
Народився в родині священника. 1761 року закінчив Києво-Могилянську академію й вступив до Московської сухопутної госпітальної школи. Навчався також у Санкт-Петербурзькій сухопутній госпітальній школі. Отримавши звання лікаря (1767) служив у армії, а потім працював лікарем у сотенному містечку Сорочинці Миргородського полку, де 1772 його змінив колишній товариш по Києво-Могилянській академії М. Трохимовський. 1771 виїхав на навчання до Лейденського університету, де 1774 захистив докторську дисертацію «Dissertatio qua disquiritur an haematemesis sub inde exsola debilitate» («Дисертація, в якій досліджується, чи можуть гематмези [зупинки кровотечі] виникнути несподівано, внаслідок самої тільки слабкості ворітної вени»).
Один з найерудованіших лікарів Російської імперії XVIII століття Д. Самойлович писав про Італинського: «У нього величезна ерудиція, докази якої він може навести восьма мовами… його слід вважати першим з наших лікарів».
З 1781 — повноважний посол імперії в кількох країнах. Одночасно вивчав філософію, археологію, історію, мови. Обраний членом академії наук і почесним членом Римської академії. 1812 очолив московських дипломатів на переговорах з Туреччиною в Константинополі, які закінчились підписанням мирного договору саме напередодні війни з Наполеоном, в чому була немала заслуга й Андрія Яковича.
У 1817–1827 роках проживав у Римі й Неаполі як посланник Російської імперії. Заповів значні кошти на стипендії здібним студентам Києво-Могилянської академії для вдосконалення знань з математики й фізики за кордоном.